# Strada nazionale 57 Cassia
La strada nazionale 57 Cassia era una strada nazionale del Regno d'Italia, che congiungeva Firenze a Roma, ricalcando il tracciato dell'antica Via Cassia.
Venne istituita nel 1923 con il percorso "Firenze - Poggibonsi - Siena - Radicofani - Montefiascone - Viterbo - Vetralla - Roma, con diramazione Vetralla - Tirrena Superiore n. 3 fra Civitavecchia e Tarquinia".
Nel 1928, in seguito all'istituzione dell'Azienda Autonoma Statale della Strada (AASS) e alla contemporanea ridefinizione della rete stradale nazionale, il suo tracciato costituì l'intera strada statale 2 Via Cassia, mentre quello della diramazione costituì la strada statale 1 bis Via Aurelia.